# 湯布里奇天使足球會
湯布里奇天使足球會（英語：Tonbridge Angels Football Club）是一支位於英格蘭湯布里奇的職業足球會，目前於英格蘭足球全國聯賽南角逐。

## 外部連結
- Tonbridge Angels Official Website （页面存档备份，存于）
- Tonbridge Angels Supporters' Forum （页面存档备份，存于）
- Tonbridge Angels Supporters' Association Site （页面存档备份，存于）